# Broken
Broken е петият сингъл на финландската пауър метъл група Соната Арктика. Записан е през 2002 г. в студио „Tico Tico“. Всички песни са написани от Тони Како.

## Участници
- Тони Како – вокали, клавишни
- Яни Лииматайнен – китара
- Томи Портимо – барабани
- Марко Паасикоски – бас китара
- Мико Харкин – клавишно соло в „The Gun“